# Marcin Nobis
Marcin Nobis (ur. 1 maja 1977 w Pionkach) – polski botanik, profesor nauk ścisłych i przyrodniczych, związany z Uniwersytetem Jagiellońskim.

## Życiorys
W 2001 ukończył studia w Instytucie Matematyczno-Przyrodniczym Akademii Świętokrzyskiej w Kielcach. Pracuje w Instytucie Botaniki Uniwersytetu Jagiellońskiego. W 2005 obronił tam pracę doktorską Problemy fitogeograficzne i flora północno-wschodniej części Okręgu Koneckiego napisaną pod kierunkiem Adama Zająca, w 2014 uzyskał stopień doktora habilitowanego na podstawie pracy Rewizja taksonomiczna środkowoazjatyckich ostnic z sekcji Smirnovia (Poaceae: Stipa). W 2021 otrzymał tytuł profesora nauk ścisłych i przyrodniczych. 
Razem z Arkadiuszem Nowakiem i Sylwią Nowak otrzymał w 2016 Medal im. Władysława Szafera za badania nad florą Tadżykistanu.